# Parafia Matki Bożej Różańcowej w Łęgu-Zamościu
Parafia Matki Bożej Różańcowej w Łęgu-Zamościu – parafia rzymskokatolicka, znajdująca się w diecezji tarnowskiej, w dekanacie Żabno.

## Historia
Parafia została erygowana 10 lipca 1984 roku. 

## Proboszczowie
- ks. Robert Pociecha (2019– )[4]